# Daniel Faalele
Daniel Faalele (Melbourne, Victoria, 9 de noviembre de 1999) es un jugador profesional australiano de fútbol americano, se desempeña en la posición de offensive tackle en Baltimore Ravens, en la National Football League (NFL).

## Carrera
Fue seleccionado en la cuarta ronda en la Reunión Anual de Selección de Jugadores de la NFL de 2022. Hizo su debut profesional con el equipo Baltimore Ravens, donde lleva jugando dos temporadas.